# Chiesa di San Giovanni Battista (Bedonia)
La chiesa di San Giovanni Battista è un luogo di culto cattolico dalle forme barocche situato a Chiesiola, frazione di Bedonia, in provincia di Parma e diocesi di Piacenza-Bobbio; è sede di una parrocchia compresa nel vicariato della Val Taro e Val Ceno.

## Storia
Il luogo di culto originario fu edificato in epoca medievale; risale al 1369 la più antica testimonianza della sua esistenza quale cappella dipendente dalla pieve di Calice.
Nella seconda metà del XVI secolo la chiesa divenne sede di parrocchia autonoma.
Nel 1714 il tempio fu completamente ricostruito.
Nel 1914 l'edificio fu interamente restaurato.

## Descrizione

Facciata

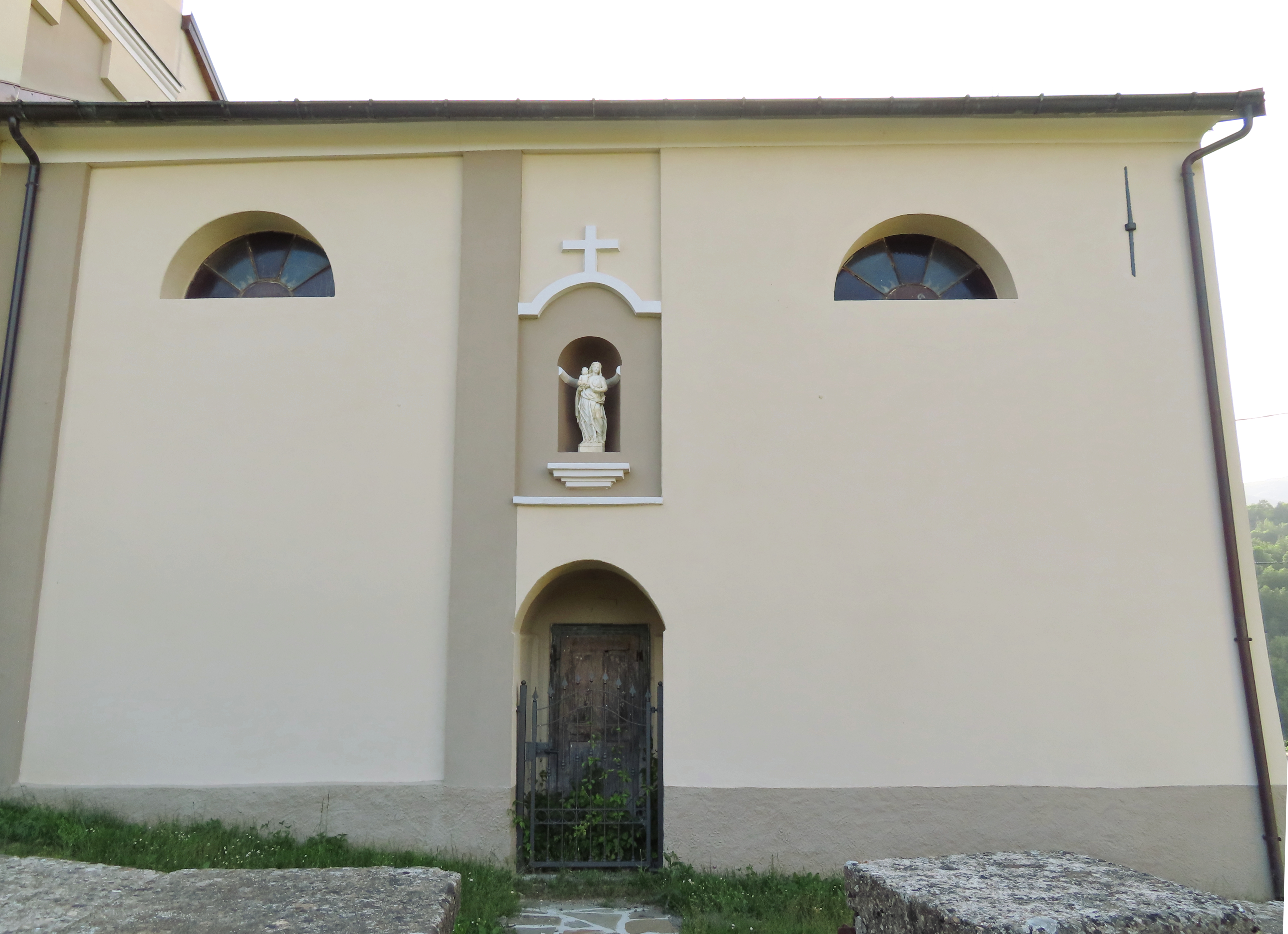
Lato est

La chiesa si sviluppa su un impianto a navata unica affiancata da una cappella su ogni lato, con ingresso a nord e presbiterio absidato a sud; sul lato ovest è addossata la canonica.
La lievemente asimmetrica facciata a capanna, interamente intonacata, è preceduta da un ampio sagrato; gli spigoli sono decorati con lesene in finto bugnato coronate da sottili capitelli dorici; nel mezzo è collocato il portale d'accesso ad arco a tutto sesto, delimitato da due piedritti in granito con capitelli corinzi e arco di coronamento, ornato in chiave di volta con le date 1714 e 1914; più in alto è posto un rosone con cornice modanata, sormontato da una piccola apertura a forma di croce greca; in sommità corre lungo gli spioventi del tetto il cornicione in aggetto.

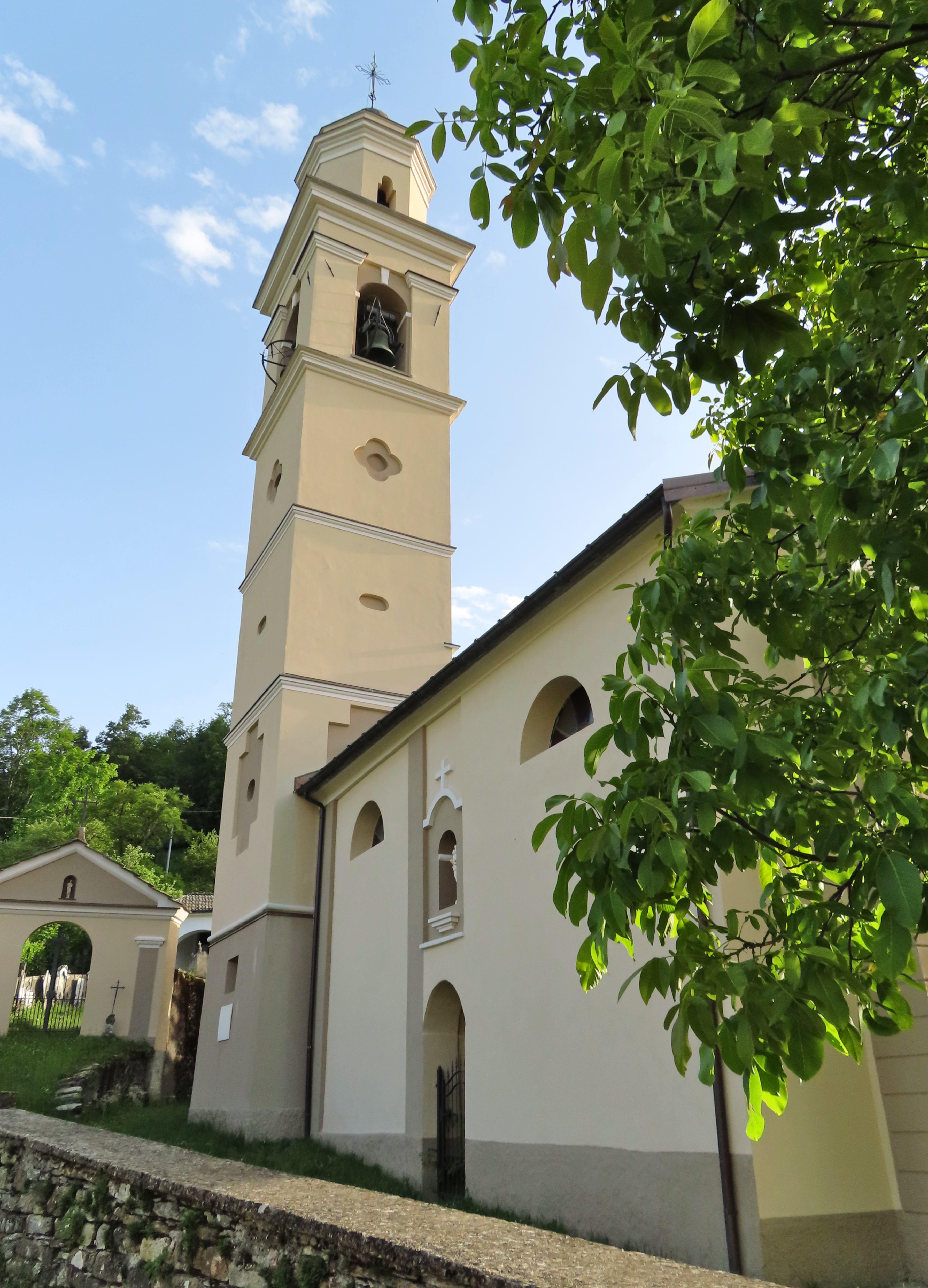
Campanile e lato est

Sul fianco est si apre una piccola nicchia ad arco a tutto sesto, contenente una statua marmorea raffigurante la Madonna; più avanti aggetta il volume della cappella laterale, illuminata da un finestrone a lunetta. Al termine del prospetto si eleva su quattro ordini il campanile intonacato, decorato con nicchie cruciformi; la cella campanaria si affaccia sulle quattro fronti attraverso monofore ad arco a tutto sesto, delimitate da lesene angolari; in sommità, oltre il cornicione perimetrale in aggetto, si eleva la lanterna a base ottagonale, illuminata da quattro monofore ad arco trilobato; a coronamento si staglia una cupola rivestita in rame.
Sul retro si allunga il presbiterio absidato, illuminato da due finestre rettangolari ai lati e da un'apertura a lunetta nel mezzo.
All'interno la navata è coperta da una volta a botte lunettata decorata con affreschi eseguiti dal pittore Carlo Botti nel 1939, raffiguranti, all'interno di due grandi ovali centrali, San Giovanni Battista in gloria e la Decollazione di San Giovanni Battista; i lati sono scanditi da lesene binate coronate da capitelli dorici, a sostegno del cornicione perimetrale in aggetto; sulla terza e ultima campata si affacciano le ampie arcate a tutto sesto delle cappelle laterali.
Il presbiterio, lievemente sopraelevato, è preceduto dall'arco trionfale, retto da due massicci pilastri; l'ambiente, chiuso superiormente da una volta a botte lunettata dipinta, è scandito lateralmente da lesene doriche; al centro si staglia l'altare maggiore barocco in marmi policromi, realizzato probabilmente dallo scultore Giuseppe Solari alla fine del XVIII secolo.
Sul fondo l'abside è coperta dal catino con spicchi a vela lunettati e decorati con affreschi eseguiti da Carlo Botti, raffiguranti i Quattro Evangelisti; dietro all'altare maggiore si allunga il coro in legno intagliato risalente alla prima metà del XVIII secolo, su cui è collocata una statua rappresentante San Giovanni Battista.
Le cappelle, chiuse superiormente da volte a botte, accolgono gli altari laterali, sormontati da ancone settecentesche in stucco, delimitate da coppie di colonne lisce e tortili; la cappella di destra è dedicata alla Madonna del Rosario, mentre quella di sinistra è intitolata al battistero e a sant'Antonio da Padova.
La sagrestia ospita un cassettone ligneo dei primi anni del XVIII secolo, ornato con formelle, al cui interno sono conservate due pianete settecentesche finemente ornate; nell'ambiente è inoltre collocato l'antico capocielo, rimosso dal presbiterio in epoca remota.